# ピエール・ロワ
ピエール・ロワ（Pierre Roy, 1880年8月10日 - 1950年9月26日）は、フランスのシュルレアリスムの画家。ピエール・ロアとも。

## 略歴
ピエール・ロワはナントに生まれた。当初は建築を学んでいたが、のちにパリに移り住み、アカデミー・ジュリアンのジャン＝ポール・ローランスのもとで絵画を学び、次いでウジェーヌ・グラッセに師事。アンデパンダン展などに作品を出品した。ギョーム・アポリネール、マックス・ジャコブ、アンドレ・サルモン、ジョルジョ・デ・キリコらと出会った。デ・キリコを介してアンドレ・ブルトンらのシュルレアリスム運動に参加し、1925年にシュルレアリストによる最初の団体展に出展した。このシュルレアリスム展にはデ・キリコをはじめ、ピカソなども参加していた。シュルレアリスムの運動に参加して活動を行っていたわけではないと見る向きもあるが、1924年に創刊されたこの運動の機関誌『シュルレアリスム革命』にも作品を掲載しており、ルイ・アラゴンはピエール・ロワを、「シュルレアリスムの最も偉大な知られざる者」と称した。
1920年代後半にはピエール・ロワの妻が亡くなり、神経衰弱状態におちいって経済的に苦しい時期もあったが、それでもシュルレアリスムに立脚した作風の作品などを発表し続けた（この時期の作品に『ある博物学者の研究』などがある）。また、劇場の舞台セットを製作したり、雑誌の表紙を手がけたりすることもあった。
1950年にミラノで死去。

## 作風
ピエール・ロワの作品は、写実的な画風で、お互い関係ない複数のありふれた静物（または、現実には役に立たないように、その静物の一部を奇妙に（不自然に）修正したもの）を、特異な風景（屋外や箱状のもの）の中に組み合わせて配置するような作品が多く、デ・キリコの形而上絵画の直系の影響を受けているといえる。デペイズマンやトロンプ・ルイユの技法を積極的に用いている。
デ・キリコの作品と同様に、強い静謐さを感じることができるが、色彩が、デ・キリコの作品に比べてやわらかくなっていて不安感が抑えられている作品も存在する。
日本においては、大きく取り上げた展覧会の開催も文献の刊行もない。日本国外においても本格的な作品集は存在しないが、主に米国で評価された。一方、故郷ナントに拠点を置くMeMo出版社（Éditions MeMo）からは、ピエール・ロワが挿絵として発表した作品集が『百の数え歌（Cent comptines）』として出版された。

## 代表作
- 階段状の危険（Danger dans l'escalier / Danger on the Stairs, 1927-1928年）[7]
- ある博物学者の研究（A Naturalist’s Study, 1928年）[8]
- 旅（1938年）[9]